# Alexander Milton Ross
 (avril 2016).
Alexander Milton Ross, né le 13 décembre 1832 à Belleville dans la province du Haut-Canada et mort à Détroit, dans le Michigan le 27 octobre 1897, était un abolitionniste et participa secrètement au réseau de sauvetage d'esclaves, le Underground Railroad. Il était connu dans cette organisation et par les esclaves comme « The Birdman », « L'homme-oiseau », pour sa couverture comme ornithologue.
Il fut très actif lors de l'épidémie de variole de Montréal en 1885 en étant farouchement opposé à la vaccination obligatoire. Il publia plusieurs tribunes dans des journaux montréalais, fustigeant les médecins et les autorités sanitaires de la ville. Dans une lettre ouverte publiée au printemps 1885 dans le Herald, il décrit la vaccination comme « un moyen direct d'empoisonner le notre race de maladie dangereuses et répugnantes [...], de maladies particulières au bétail [...], des tares de la bête [...] », et il ajoute « qu'il considère la vaccination comme une illusion monstrueuse, une vulgaire erreur, indigne de l'intelligence du XIXe siècle ».

## Œuvres
Alexander Milton Ross est l'auteur de plusieurs ouvrages. Il apparaît également comme personnage dans le roman Underground to Canada (en) de 1977 qui dépeint l'évasion de quatre jeunes esclaves empruntant l'Underground Railroad, avec l'aide de Ross.
- Recollections of an Abolitionist (Souvenirs d'un abolitionniste), Montréal, 1867
- Birds of Canada (Les Oiseaux du Canada), 1872
- Butterflies and Moths of Canada (Papillons et mites du Canada), 1873
- Flora of Canada (Flore du Canada), 1873
- Forest Trees of Canada (Arbres forestiers du Canada), 1874
- Ferns and Wild Flowers of Canada (Fougères et fleurs sauvages du Canada), 1877
- Mammals, Reptiles, and Fresh-water Fishes of Canada (Mammifères, reptiles, et poissons d'eau douce du Canada), 1878
- Vaccination a Medical Delusion (La Vaccination, une illusion médicale), 1885
- Medical Practice of the Great Future (Pratique médicale du grand futur)

## Source de la traduction
- (en) Cet article est partiellement ou en totalité issu de l’article de Wikipédia en anglais intitulé « Alexander Milton Ross » (voir la liste des auteurs).